# Monika Fagerholm
Monika Kristina Fagerholm, född 26 februari 1961 i Helsingfors, är en finlandssvensk författare, bosatt i Ekenäs. Hon är dotter till professor Nils-Erik Fagerholm och biblioteksamanuens Kristina Herrgård.

## Karriär
Fagerholm studerade psykologi och litteratur vid Helsingfors universitet. Hon avlade kandidatexamen i humanistiska vetenskaper 1987.
Fagerholm bokdebuterade 1987 med Sham. Hon fick sitt definitiva genombrott med romanen Underbara kvinnor vid vatten 1994. Romanen nominerades till Finlandiapriset i Finland 1994, Augustpriset i Sverige 1995, Aristeionpriset 1996 samt International IMPAC Dublin Literary Award 1998 och fick Runebergspriset 1994. Claes Olssons film av boken hade premiär 1998. 
Fagerholm tilldelades Augustpriset 2005 för Den amerikanska flickan och Nordiska rådets litteraturpris 2020 för Vem dödade bambi?
Sedan 2008 är hon gift med Hilding Nylund.

### Original
- 1987 – Sham
- 1990 – Patricia
- 1994 – Underbara kvinnor vid vatten (filmatiserad 1998)
- 1998 – Diva
- 2005 – Den amerikanska flickan
- 2009 – Glitterscenen
- 2012 – Havet (fyra lyriska essäer tillsammans med Martin Johnson)
- 2012 – Lola uppochner
- 2019 – Vem dödade bambi?
- 2025 – Döda trakten/Kvinnor i revolt

### Översatta till finska
- 1994 – Ihanat naiset rannalla
- 1998 – Diiva
- 2004 – Amerikkalainen tyttö
- 2009 – Säihkenäyttämö
- 2012 – Lola ylösalaisin
- 2019 – Kuka tappoi bambin?

## Priser och utmärkelser
- 1995 – Runebergspriset i Finland för Underbara kvinnor vid vatten
- 1995 – Tack för boken-medaljen för Underbara kvinnor vid vatten
- 2005 – Augustpriset för Den amerikanska flickan
- 2005 – Aniarapriset
- 2005 – Göteborgs-Postens litteraturpris
- 2007 – Pocketpriset, guld för Den amerikanska flickan
- 2010 – Pro Finlandia-medaljen[5]
- 2016 – Svenska Akademiens nordiska pris[6]
- 2016 – Sigtunastiftelsens författarstipendium
- 2019 – Stina Aronsons pris[7]
- 2020 – Tollanderska priset
- 2020 – Stiftelsen Selma Lagerlöfs litteraturpris
- 2020 – Nordiska rådets litteraturpris för Vem dödade bambi?[8]
- 2022 – Övralidspriset